# Lepturges megalops
Lepturges megalops là một loài bọ cánh cứng trong họ Cerambycidae.